# Holly Hendrix
Pour les articles homonymes, voir Hendrix.
Holly Hendrix (née le 20 avril 1997 à LaFayette dans l'État de Géorgie) est le nom de scène d'une actrice de films pornographiques et mannequin de charme américaine.

## Carrière
En mai 2015, à l'âge de dix-huit ans, Holly commence sa carrière dans l'industrie pornographique. En tant que grande admiratrice du musicien Jimi Hendrix, elle a choisi « Hendrix » comme nom de scène. Après une première année dans l'industrie pornographique, Hendrix commence à gagner plusieurs prix internationaux, principalement pour ses performances dans le sexe anal.

## Prix et nominations
- AVN Awards 2017[2] :
  - Meilleure nouvelle starlette (Best New Starlet)
  - Most Outrageous Sex Scene (avec Adriana Chechik et Markus Dupree)
- XRCO Awards 2017 : Superslut[3]

| Année | Cérémonie   | Prix                                                                                | Résultat   | Film                                                              |
| ----- | ----------- | ----------------------------------------------------------------------------------- | ---------- | ----------------------------------------------------------------- |
| 2018  | AVN Awards  | Performeuse de l'année (Female Performer of the Year)                               | Nomination | –                                                                 |
| 2018  | AVN Awards  | Meilleure scène de double pénétration (Best Double Penetration Sex Scene)           | Nomination | Manuel DPs Them All 5 (scène avec Manuel Ferrara et Steve Holmes) |
| 2018  | XBIZ Awards | Meilleure scène de sexe dans un film "100% sexe" (Best Sex Scene — All-Sex Release) | Nomination | Ass vs. Pussy 4 (scène avec Michael Vegas)                        |
| 2018  | XBIZ Awards | Meilleure scène de sexe en réalité virtuelle (Best Sex Scene — Virtual Reality)     | Nomination | ShreddZ, An Action Is a Go! (scène avec Piper Perri)              |
| 2018  | XRCO Awards | Superslut                                                                           | À venir    | –                                                                 |

## Filmographie sélective
- 2015 : Ass In Chaps
- 2015 : Holly Hendrix Swallows After Taking It Up the Ass
- 2016 : Holly Hendrix's Anal Experience
- 2016 : Lesbian Ass Eaters
- 2017 : Mother-Daughter Exchange Club 47
- 2017 : Women Seeking Women 137
- 2018 : Perv City's Department of Double Penetration 2